# Uurtje-factuurtje
Uurtje-factuurtje is een gebruikelijke wijze van factureren in de dienstensector (onder andere de advocatuur en het notariaat), waarbij de hoogte van de factuur (mede) wordt bepaald door het aantal bestede uren.

## Opbouw van de factuur
Bestede tijd is een criterium om een prestatie aan af te meten. Het geeft een indruk van de gecompliceerdheid en de omvang van een geleverde dienst. Dienstverleners leveren immers vaak immateriële producten, waardoor men geen kostprijs kan berekenen. De prijs van een uur hangt af van verschillende factoren zoals: functie van de dienstverlener (een advocaat is duurder dan een secretaresse); de branche (een notaris is duurder dan een monteur) en de omvang/bekendheid van de dienstverlener (komt de dienstverlener van McKinsey of is het "een consultant van om de hoek"). 
Bij sommige dienstverleners (bijvoorbeeld auto-herstelbedrijven) vindt men op de factuur naast de uurprijs ook de kostprijs van gebruikt materiaal. Bij pure dienstverleners zijn de materialen samen met afschrijvingen en andere kosten, verrekend in het uurtarief.

## Uren omzetten in euro's
Dienstverleners die "uurtje-factuurtje" hanteren, moeten hun bestede tijd verantwoorden. Dit geschiedt vaak tot op 1/10e uur (6 minuten) nauwkeurig. De bestede uren worden vervolgens per klant op de factuur samengevoegd, waarbij verschillende tarieven gelden voor de verschillende personen die zich met de klant bezighouden. Het totaal kan in een hypothetisch voorbeeld als volgt worden berekend:
Een belastingadvieskantoor stelt de aangifte van meneer Jansen op:
- Junior belastingadviseur Gijs Pietersen (€ 100/uur) stelt de conceptaangifte op. Hij doet daar 2 uur over. Prijs: € 200.
- Supervisor Joop Bergman (€ 200/uur) controleert dit. Dit duurt 12 minuten. Prijs: € 40.
- Partner Rob de Boer (€ 300/uur) kijkt er nog even naar, vergelijkt met eerdere jaren en ondertekent. Dit duurt 18 minuten. Prijs: € 90.
- Het secretariaat (€ 100/uur) administreert en verzendt de aangifte en de brief voor de klant. Dit duurt 30 minuten. Prijs: € 50.

Totaal: € 380.
btw: € 79,80.
Te betalen: € 459,80
Vaak zal een dienstverlener trachten gelijkvormigheid in zijn tarieven te brengen door slechts een vast aantal uren in rekening te brengen. De hierboven genoemde bedragen worden dan berekend naar het aantal uren dat voor deze dienst is vastgelegd door de dienstverlener. Dit voorkomt dat de prijs voor dezelfde dienst fluctueert en klanten gaan klagen dat ze verschillend behandeld worden of dat de prijs ieder jaar anders is.

## Interne controle
Naast het correct in rekening brengen van een verleende dienst, fungeert het noteren van de bestede tijd als een intern controlemechanisme. Als een medewerker altijd 3 uur doet over een klus waar gemiddeld 2 uur aan wordt besteed, kan dit een reden zijn om hem te vertellen dat hij sneller moet werken. Wanneer de behandeling van een bepaalde klant voortdurend meer tijd vergt, kan dit een aanwijzing zijn dat de problemen van deze klant erg gecompliceerd zijn. 
Werknemers bij een dienstverlener worden vaak onderworpen aan minimumquota voor factureerbare tijd: per maand moeten ze bijvoorbeeld 80% van hun tijd op klanten declareren. Dit is meestal een harde KPI, wie gedurende meerdere maanden zijn quotum niet haalt, wordt erop aangesproken.
Ook kan men gebruikmaken van "uurtje-factuurtje" bij interne dienstverlening (bijvoorbeeld een Legal Department in een grote onderneming). Er zal dan een deel van de winst op basis hiervan aan de afdeling worden toegerekend, op basis waarvan de bonus van de medewerkers of afdelingshoofd wordt berekend.

## Voordelen
Het factureren van uren biedt verschillende voordelen. Er is een relatie te trekken tussen de bestede uren van het personeel (dat immers betaald moet worden) en de rekening. Op deze wijze valt, ook bij immateriële producten, efficiënt een tarief te berekenen en daaraan een winst te koppelen. Ook biedt factureren van uren een makkelijk controlemechanisme. Verder kan het een goede kosten-/batenafweging mogelijk maken: Als een dienst 500 euro kost, maar slechts 200 euro oplevert, is het weinig zinvol de dienst uit te voeren. Zelfs wanneer een klant een vaste vergoeding betaalt is het zinvol om gewerkte uren te noteren, om te kunnen bepalen of de werklast voor deze klant correspondeert met de ontvangen vergoeding. Wanneer dit niet het geval is, kan dit een reden zijn de vergoedingen te heronderhandelen of het dienstverleningscontract te beëindigen.
Factureren van uren komt veelvuldig terug in de berekening van transfer-pricing: interne facturering binnen een bedrijf. Op deze wijze valt omzet efficiënt toe te rekenen aan verschillende bedrijfsonderdelen. Deze bedrijfsonderdelen zullen worden aangemoedigd om een zo groot mogelijke eigen omzet en winst te genereren.

## Nadelen
Uurtje-factuurtje staat aan kritiek bloot. Het eerste punt van kritiek komt van klanten. Ze klagen dat het systeem niet doorzichtig is. Men kan bijvoorbeeld niet nagaan of een rekening van 10 uren verleende diensten inhoudt dat de dienstverlener hard zat te zwoegen of in het vliegtuig zat te slapen. Veel klanten beweren dat het "tijdrekken" in de hand werkt, en dat ze liever extra veel betalen voor één telefoontje aan de juiste persoon, dan iets minder voor een dienstverlener die uiteindelijk het probleem niet oplost. Een veelgehoorde klacht over advocaten is dat dit hen ertoe aanzet op procederen aan te sturen omdat dit meer declarabel werk oplevert.
Een andere veelvoorkomende klacht van klanten is dat ze vaak niet van tevoren weten hoeveel uren uiteindelijk moeten worden besteed, waardoor de (hoge) rekening achteraf als een verrassing komt. 
Daarnaast is personeel niet altijd tevreden over uurtje-factuurtje. Werknemers vinden het beklemmend alle uren op te moeten schrijven: ze voelen zich continu gecontroleerd en ervaren een voortdurende druk een taak op tijd af te krijgen of per maand een minimum aan factureerbare tijd te kunnen declareren. Wanneer dit niet mogelijk is wegens onvoldoende werk (bijvoorbeeld de zomermaanden), kan het zelfs voorkomen dat personeel het quotum probeert te halen door nutteloze taken te verrichten of zelfs gewerkte uren te 'verzinnen' die uiteindelijk wel op de rekening verschijnen. Dit wordt ook wel aangeduid met 'churning', en zorgt voor een opwaartse druk op de rekening, wanneer niet of onvoldoende controle achteraf plaatsvindt. 
Verder kan het intern factureren tussen afdelingen de samenwerking ontmoedigen (immers, er staat een 'boete' op het opvragen van informatie).
Sommige dienstverleners hanteren alternatieve factureringssystemen, al dan niet in combinatie met uurtje-factuurtje.

## Alternatieven
Om bovengenoemde nadelen op te vangen en ergernis bij klanten te beperken, worden ook wel aanvullingen of alternatieven gehanteerd:
- Een vaste vergoeding per jaar, per handeling, of als een aantal basispunten van het financieel belang;
- Een gecombineerd systeem waarbij bepaalde standaardhandelingen onder een vaste vergoeding vallen, maar werk buiten deze handelingen per uur wordt gefactureerd. Ook kan voor de standaardhandelingen een tijdplafond worden ingebouwd, waardoor bovenmatig werk eveneens op uurbasis kan worden gefactureerd. Verder kan men ook afspreken wanneer extra of bovenmatig werk nodig is, dit eerst ter goedkeuring aan de klant moet worden voorgelegd;
- No cure, no pay: een dienstverlener wordt slechts betaald als hij het probleem oplost. Dit ziet men terug in de advocatuur binnen bepaalde landen en in de recruiting-sector;
- De klant op de hoogte stellen van het aantal verwachte uren en hem op de hoogte stellen van de gefactureerde tijd, zodat hij geen verrassing achteraf krijgt.